# Sršská plošina
Sršská plošina je geomorfologický podokrsek České tabule ležící severně od Pardubic.

## Geomorfologie
Sršská plošina náleží do geomorfologického celku Východolabská tabule, podcelku Pardubická kotlina a okrsku Kunětická kotlina. Jedná se o protáhlý plochý nízký hřbet u severního okraje Pardubic. Táhne se východo-západním směrem, přičemž tvoří mírný oblouk vypouklý k severu. Nejvyšším bodem plošiny je Kunětická hora (315 m), která se nachází jejím východním zakončení a je její podřazenou geomorfologickou částí. Od Kunětické hory se plošina táhne k západu přibližně po linii obcí Srch – Pohránov – Hrádek a končí v prostoru Lázní Bohdaneč vrcholem Svatý Jiří. Vůči svému okolí je výrazněji výškově vymezena zejména ve své východní části. Obklopena je čtveřicí sníženin. Na severu je to Opatovická kotlina, na severozápadě Bohdanečská brána, na jihu Semtínská kotlina a na východě Sezemická kotlina. Kromě Kunětické hory se v ní nevyskytují žádné významnější vrcholy.

## Vodstvo
Sršská plošina náleží do povodí Labe, které obtéká její východní zakončení. Významnějším potokem je pak Rajská strouha protékající pod jejím severozápadním svahem.
Na jejím jižním okraji se nachází Pohránovský rybník.

## Komunikace
Východozápadní orientaci plošiny sleduje silnice vycházející zpod Kunětické hory a vedoucí přes Hradiště na Písku, Srch a Pohránov do Hrádku. Příčně přes plošinu procházejí silnice I/37 a II/324 z Pardubic do Hradce Králové a silnice Ráby – Němčice a Pardubice – Dolany. Mezi Srchem a Pohránovem prochází železniční trať Pardubice – Hradec Králové. Vlečka Stéblová – Semtín vedoucí podél Rajské strouhy již neexistuje. Prostorem plošiny je vedena větší část žlutě značené turistické trasy 7322 a ve Stéblové na ní navazující modře značené trasy 1902 z Kunětické hory do Lázní Bohdaneč. Další žlutě značená trasa 7324 je vedena ze Stéblové kolem Pohránovského rybníka do Pardubic. Vyskytují se zde i četné cyklotrasy.

## Zástavba
Kromě zástavby výše jmenovaných vesnic zasahuje do západní části plošiny chemický areál v Pardubickém Semtíně. Na vrcholu Kunětické hory stojí stejnojmenný hrad.

## Vegetace
V prostoru plošiny se střídají lesy a pole. Větším rozlohou je Kunětický les ve východní části. U jeho severního okraje se nachází přírodní rezervace Baroch.